# Brinrobertsite
La brinrobertsite (simbolo IMA: Brb) è un minerale molto raro della classe minerale dei "silicati e germanati" con composizione chimica (Na,K,Ca)0,3(Al,Fe,Mg)4(Si,Al)8O20(OH)4 • 3,5(H2O).
Strutturalmente appartiene alla famiglia dei fillosilicati.

## Etimologia e storia
Intitolato in onore del dottor Brinley Roberts (1932 - 2018), mineralogista presso il "Birkbeck College", Università di Londra, in riconoscimento della sua vasta ricerca sulla mineralogia e sul metamorfismo di basso grado delle rocce pelitiche del Regno Unito e specializzato nello studio dei minerali argillosi britannici.
Il campione tipo del minerale è conservato presso il National Museum of Natural History di Washington, presso il dipartimento di scienze geologiche dell'Università del Michigan e il dipartimento di geologia della "Miami University" a Oxford, in Ohio.

## Classificazione
Nella Sistematica dei lapis (Lapis-Systematik) di Stefan Weiß la brinrobertsite è elencata nella classe dei "silicati" e da lì nella sottoclasse dei "silicati stratificati"; questa è ulteriormente suddivisa, e la brinrobertsite si trova nella sezione dei "minerali argillosi, regolarmente stratificati; gruppo della montmorillonite" dove forma il sistema nº VIII/H.19 insieme a montmorillonite, beidellite, nontronite, volkonskoite, swinefordite e yakhontovite.
La nona edizione della sistematica minerale di Strunz, che è stata aggiornata l'ultima volta dall'IMA nel 2009, elenca la brinrobertsite nella classe "9. Silicati (germanati)" e da lì nella sottoclasse "9.E Fillosilicati"; questa è ulteriormente suddivisa in modo che la brinrobertsite possa essere trovata in base alla sua struttura nella sezione "9.EC Fillosilicati con fogli di mica, composti di reti di tetraedri e ottaedri" dove insieme a dozyite, kulkeite, lunijianlaite, rectorite, saliotite, corrensite, tosudite, karpinskite, aliettite e idrobiotite forma il sistema nº 9.EC.60.
Tale classificazione è mantenuta anche nell'edizione successiva proseguita dal database "mindat.org" e chiamata Classificazione Strunz-mindat.
Anche la sistematica dei minerali secondo Dana, che viene utilizzata principalmente nel mondo anglosassone, classifica la brinrobertsite nella classe dei "silicati e germanati" e lì nella sottoclasse dei "fillosilicati". Qui si trova insieme a pirofillite, ferripirofillite, talco, willemseite e minnesotaite con le quali forma il sistema nº 71.02.01 all'interno della sottosezione "strati di anelli a sei membri con strati 2:1".

## Abito cristallino
La brinrobertsite cristallizza nel sistema monoclino con gruppo spaziale sconosciuto. I parametri reticolari sono a = 5,2 Å, b = 9,1 Å e c = 24,4 Å, oltre a 2 unità di formula per cella unitaria.

## Origine e giacitura
La brinrobertsite è un prodotto di retro-reazione dell'alterazione idrotermale nella sequenza vetro -> pirofillite -> brinrobertsite, dove è stata trovata associata a quarzo e minerali del gruppo della clorite.
La brinrobertsite è un minerale rarissimo ed è stato trovato solo nella sua località tipo, Llandygai nella contea di Gwynedd (Galles) e a Selje (regione del Vestlandet, Norvegia).